# Litteraturfrämjandets stipendiater 1970
Boklotteriet ombildades 1965 till en stiftelse: Litteraturfrämjandet. Anledningen till detta var mest av administrativ karaktär.
Under år 1969 blev överskottet för Boklotteriet cirka 262 000 kronor. Antalet lotter var 1 000 000. 
Litteraturfrämjandet delade 1970 ut följande stipendier:
10 000 kronor
- Erik Beckman
- Olle Holmberg
- Björn-Erik Höijer
- Ulla Isaksson

5 000 kronor
- Bengt Anderberg
- Margareta Ekström
- Ing-Marie Eriksson
- Per Gunnar Evander
- Harriet Hjorth
- Sven-Eric Liedman
- Maria Wine

3 000 kronor
- Elisabet Hermodsson
- Sture Källberg
- Hans Lagerberg
- Torgny Lindgren
- Bengt Martin

Journaliststipendier om 3 000 kronor vardera till
- Anders Ehnmark
- Lars Westman

Övriga stipendier
- Kerstin Berggren  5 000 kronor
- Paul Andersson  1 000 kronor
- Nils Parling  1 000 kronor
- Georg Stenmark  1 000 kronor

Stipendier till barn- och ungdomsförfattare
- Inger Brattström  3 000 kronor
- Hans-Eric Hellberg  3 000 kronor
- Guit Idestam-Almquist  3 000 kronor
- Stig Malmberg  3 000 kronor
- Bertil Gejrot  1 000 kronor
- Margareta Lööf  1 000 kronor

Stipendium från Arbetarnas bildningsförbund som erhållit medel från Litteraturfrämjandet
- Litteraturfrämjande verksamhet  10 000 kronor

Stipendium från Arbetarnas bildningsförbund:s Förbundskonferens på 5 000 kronor till
- Jan Mårtensson

Stipendium från Aftonbladet som erhållit medel från Litteraturfrämjandet på 10 000 kronor till
- Staffan Seeberg

Stipendium från Fackförbundspressens samorganisation som erhållit medel från Litteraturfrämjandet på 5 000 kronor till
- Erik Nyhlén

Stipendier från tidningen Vi som ehållit medel från Litteraturfrämjandet
- Birger Norman  7 000 kronor
- Bengt Martin  3 000 kronor

Stipendium från Kooperativa Personalalliansen som erhållit medel från Litteraturfrämjandet på 5 000 kronor till
- Lars Eronn

Stipendium från Fib:s lyrikklubb som erhållit medel från Litteraturfrämjandet på 10 000 kronor till
- Lars Fredin

Litteraturfrämjandets stora pris på 50 000 kronor till
- Birgitta Trotzig

Litteraturfrämjandets stora romanpris på 15 000 kronor till
- Sven Delblanc

Carl Emil Englund-priset på 15 000 kronor till
- Axel Liffner

Litteraturfrämjandets hederspris Guldskeppet till
- Astrid Lindgren

För Boklotteriets och Litteraturfrämjandets stipendiater övriga år: Se
- 1949 Boklotteriets stipendiater 1949
- 1950 Boklotteriets stipendiater 1950
- 1951 Boklotteriets stipendiater 1951
- 1952 Boklotteriets stipendiater 1952
- 1953 Boklotteriets stipendiater 1953
- 1954 Boklotteriets stipendiater 1954
- 1955 Boklotteriets stipendiater 1955
- 1956 Boklotteriets stipendiater 1956
- 1957 Boklotteriets stipendiater 1957
- 1958 Boklotteriets stipendiater 1958
- 1959 Boklotteriets stipendiater 1959
- 1960 Boklotteriets stipendiater 1960
- 1961 Boklotteriets stipendiater 1961
- 1962 Boklotteriets stipendiater 1962
- 1963 Boklotteriets stipendiater 1963
- 1964 Boklotteriets stipendiater 1964
- 1965 Litteraturfrämjandets stipendiater 1965
- 1966 Litteraturfrämjandets stipendiater 1966
- 1967 Litteraturfrämjandets stipendiater 1967
- 1968 Litteraturfrämjandets stipendiater 1968
- 1969 Litteraturfrämjandets stipendiater 1969
- 1970 Litteraturfrämjandets stipendiater 1970
- 1971 Litteraturfrämjandets stipendiater 1971
- 1972 Litteraturfrämjandets stipendiater 1972